# 東郷雄二
東郷 雄二（とうごう ゆうじ、1951年 - ）は、日本の言語学者。京都大学名誉教授。専門はフランス語学・言語学（特に機能的統語論、意味論、談話理論）。

## 経歴
京都府生まれ。1970年洛星高等学校卒業、京都大学工学部入学、1972年京都大学文学部に転学部、1975年卒業。1977年同大学院文学研究科フランス語フランス文学専攻修士課程修了、同博士課程進学。1980年、B.Pottier教授の下で、パリ第4大学第3課程博士号取得（一般言語学）。同年8月京都大学教養部助教授。京都大学総合人間学部助教授、教授を経て、同大学院人間・環境学研究科教授。2017年定年退任。
言語学の研究・教育だけでなく、多くのフランス語教育関係の書籍（辞書・教科書）の編纂に携わっている。また、自身のウェブサイトや短歌雑誌で現代短歌批評の活動を展開している。

## 著書

### 単著
- 『東郷式文科系必修研究生活術』夏目書房、2000年
  - 『［新版］文科系必修研究生活術』ちくま学芸文庫、2009年 ISBN 978-4-480-09205-2
- 『独学の技術』ちくま新書、2002年
- 『ニューエクスプレス フランス語』白水社、2007年 ISBN 978-4560003398
- 『打たれ強くなるための読書術』ちくま新書、2008年 ISBN 978-4480064103
- 『中級フランス語あらわす文法』白水社、2011年
- 『ニューエクスプレスプラス フランス語』白水社、2018年

### 共編著
- 『目で見るフランス語発音入門』大木充共著 駿河台出版社、1989年
- 『新初等フランス語教本〈文法篇〉（四訂版）』（共著）白水社、1993年
- 『プチ・ロワイヤル和仏辞典』恒川邦夫・倉方秀憲・田村毅共編 旺文社、1993年
- 『プチ・ロワイヤル仏和辞典』倉方秀憲・春木仁孝・大木充共編　旺文社、第三版2003年、第四版2010年
- 『フランス語学の最前線 2〈特集〉時制』春木仁孝共編 ひつじ書房、2014年
- 『フランス語学の最前線 4〈特集〉談話、テクスト、会話』春木仁孝共編、ひつじ書房 2014年

### 翻訳
- クロード・アジェージュ『言語構造と普遍性』藤村逸子、春木仁孝共訳 白水社 1990